# Заборье (Кемеровская область)
Забо́рье — посёлок в Мариинском районе Кемеровской области. Входит в состав Таёжно-Михайловского сельского поселения.

## География
Центральная часть населённого пункта расположена на высоте 139 метров над уровнем моря.

## Население
По данным Всероссийской переписи населения 2010 года, в посёлке Заборье проживает 6 человек (2 мужчины, 4 женщины).